# Sans domicile fixe en Égypte
 (août 2021).
La situation de sans-abris en Égypte est un problème social important qui touche quelque 12 millions de personnes dans le pays. Le pays compte plus de 1 200 zones désignées pour les habitations irrégulières qui ne sont pas conformes aux lois de construction standard, permettant aux sans-abri de se construire des cabanes et d'autres abris.
Il semble qu'en Égypte, un sans-abris soit défini comme incluant celle vivant dans des logements marginaux,.
Selon l'UNICEF, plus d'un million d'enfants vivent dans les rues en Egypte. D'autres chercheurs estiment que le nombre est d'environ 3 millions,.